# Beta Gruis
Beta Gruis (β Gru / HD 214952 / HR 8636) es la segunda estrella más brillante de la constelación de Grus con magnitud aparente +2.07, solamente superada por Al Nair (α Gruis). Aun siendo la 60.ª estrella más brillante del cielo —el orden exacto puede variar ligeramente de una a otra clasificación— no posee nombre propio habitual, aunque a veces es conocida como Gruid, Alphaulka o Tiaki.
Beta Gruis una gigante roja fría de 3400 K de temperatura superficial y tipo espectral M5III. Considerando la radiación emitida en el infrarrojo —importante en el caso de estrellas rojas— su luminosidad es unas 3900 veces mayor que el Sol. Su diámetro es de 0.8 au, es decir, en el lugar del Sol se extendería más allá de la órbita de Venus. Además es una estrella variable, clasificada como irregular, cuyo brillo oscila entre magnitud +2.0 y +2.3.
Estudios de interferometría sugieren que Beta Gruis puede tener una tenue compañera a menos de 0.22 segundos de arco, que a los 170 años luz de distancia que nos separa de ella, equivalen a 11 au de separación respecto a la estrella principal.